# 緑の山河
『緑の山河』（みどりのさんが）は、日本教職員組合（日教組）が1951年1月に『君が代』に代わる「新国歌」として公募・選定した国民歌。
2000点の応募の中から東京都中央区の中央区立京華小学校（現：中央区立中央小学校）教諭・原泰子の詞が選ばれた。作曲も公募され、700点の中から小杉誠治のものが選ばれ、コロムビア・レコードでレコード化した。また、行進曲として振り付けも考案され、一部の学校で歌い踊られることもあった。
ショスタコーヴィチの『森の歌』をベースとして作られており、戦後の焦土から立ち上がり、国民みんなで力を合わせて新しい民主国家を築く、という内容であったが、当時同じように作られた『われら愛す』同様、世論には受け入れられなかった。日教組では今でも定期大会の冒頭などにこの歌をうたっている。

## 作者
- 作詞：原泰子
- 作曲：小杉誠治